# Ушите (проход)
Вижте пояснителната страница за други значения на Ушите.
Проходът Ушите е нископланински проход (седловина) в югозападната част на Ихтиманска Средна гора, между Септемврийски рид на юг и Вакарелска планина на север, в Община Ихтиман, Софийска област и Област София.
Проходът е с дължина около 4 km и надморска височина на седловината – 902 m. Свързва долината на река Искър при язовир „Искър“ на запад с най-западната част на Ихтиманската котловина на изток.
Проходът започва на 823 m н.в. югоизточно от язовир „Искър“, насочва на изток и след около 1 km в района на големия партизански паметник достига седловината при 902 m н.в. От там продължава на изток и след около 3 km, югозападно от село Венковец слиза в най-западната част на Ихтиманската котловина на 764 m н.в.
През него преминава участък от 4 km от третокласния Републикански път III-822 (от km 23,4 до km 27,4) Самоков – Ихтиман. Поради ниската си надморска височина той е лесно проходим и пътят през него се поддържа целогодишно за преминаване на моторни превозни средства.

## Топографска карта
- Лист от карта K-34-60. Мащаб: 1 : 100 000.